# Ansbach
Ansbach (Bajorország) (eredetileg Onolzbach), város a bajorországi Mittelfranken kerületben, korábban a Német-római Birodalom egyik fejedelemségének székhelye.

## Fekvése
Bajorország északnyugati részén, Nürnbergtől 40 km-re, Münchentől 140 km távolságra található a Fränkische Rezat folyó és a városban ebbe torkolló Onolzbach patak partján.

## Népesség
| Lakosok száma | 21 923 | 40 358 | 39 117 | 39 684 | 39 839 | 41 159 | 41 532 | 41 847 | 41 662 | 42 311 |
|               | 1925   | 1970   | 1975   | 2012   | 2013   | 2015   | 2016   | 2019   | 2021   | 2023   |

## Története

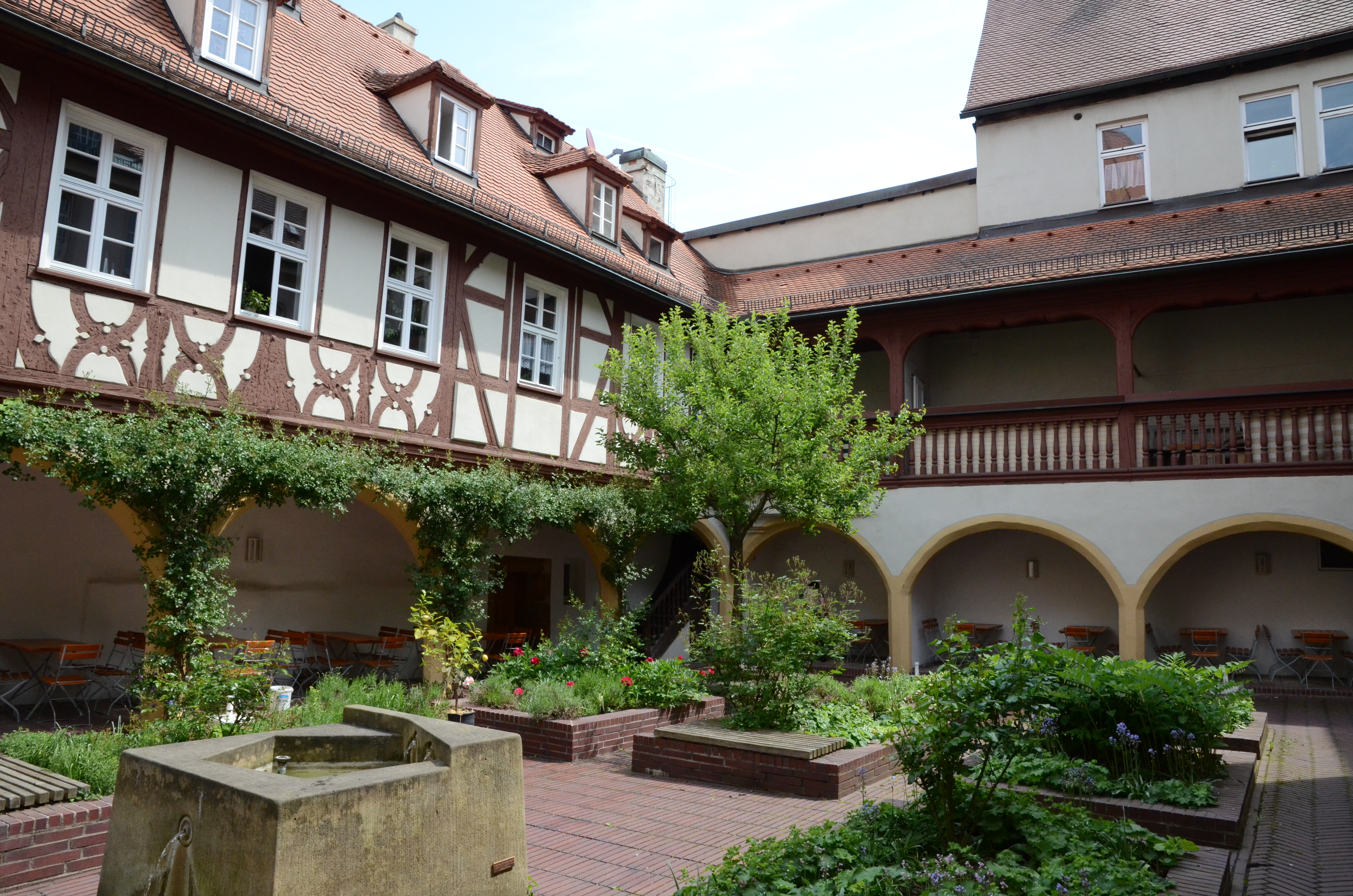
Ansbach, Johann Sebastian Bach tér

Ansbach Közép-Frankföld (Mittelfranken) fővárosa. Nevét 1221-ben említette először oklevél, majd 1456-tól a Brandenburg-Ansbach őrgrófság székhelye lett, 1806-ban került Bajorországhoz.
Az egykori őrgrófi palota (Residenz) a folyóparton áll, a 14. században vár volt, melyet az olasz Gabriel Gabrieli 1705–1740 között épített át. A kívül barokk palotának 27 terme van, mely az úgynevezett ansbachi rokokó hihetetlenül gazdag emlékműve. Az épület ma múzeum. Képtárának legrégibb része a Hohenzollern-család gyűjtötte arcképcsarnok. A gótikus csarnokban helyezték el a helybeli fajansz- és porcelángyártás gyűjteményét.
A 15. században épült Szent János-templom (St.-Johannis-Kirche) két, egymástól nagyban különböző tornya közé 1523-ban építettek késő gótikus szentélyt. A hajója alatti kriptában (Fürstengruft, 1660) helyezték el a brandenburgi őrgrófok és családtagjaik ónból öntött, dúsan aranyozott koporsóit.
A szomszédos Szent Gumpert-templom (Stiftkirche St. Gumbertus) egy román stílusú templom helyén épült gótikus stílusban 1483 és 1597 között. Három tornya közül egy román, a másik kettő gótikus stílusú. A hajó alatti román kori kripta 1040 körül épült. A templom szentélyének külön neve van: a Hattyú Lovagrend kápolnája (Schwanenritterkapelle). Ennek falát 12 hattyúlovag kőből faragott szobra, pajzsaik és zászlaik díszítik a 14-16. századi üvegablakok között. Az 1485-ből való, dúsan faragott főoltár a feltevések szerint Albrecht Dürer tanítványainak munkája.
A templomtól északra található az 1591 és 1600 között épült, késő reneszánsz udvari kancellária, mely jelenleg törvényszéki palota (Justizpalast). A főutcán, az egykori alsó és felső piactér között, a Luther téren áll egy reneszánsz kút, a Markgraf-Georg-Brunnen, melyet az 1543-ban elhunyt Brandenburgi ("Jámbor") György őrgrófról neveztek el, akinek komoly szerepe volt a reformáció brandenburgi térnyerésében. (Az őrgróf a magyar történelemnek is fontos figurája: 1506 és 1525 között Magyarországon élt, egyebek mellett Corvin János özvegyének, Frangepán Beatrixnak a férje, II. Lajos magyar király nevelője majd tanácsadója volt.) A kút mögött hosszan elnyúló, 1531-ből való reneszánsz palota jelenleg tartományi kormányzati épület (Regierung Mittelfranken).

## Ipara
Ansbach fajansz gyárát Wilhelm Friedrich őrgróf alapította még az 1700-as évek elején. Kezdetben (kb. 1725 körül) kék és fehér dekorációval készítették itt a tárgyakat, később a gyár kínálatában megjelent a mangán, a zöld és a sárga is. A J. G. Ch Poppnak közben sikerült a kínai Decor Zöld család másolása - ez tette híressé Ansbachot. Különösen értékes darabok e termékcsaládból a cseresznyevirágos, madaras dombormű díszítéssel készült tárgyak.

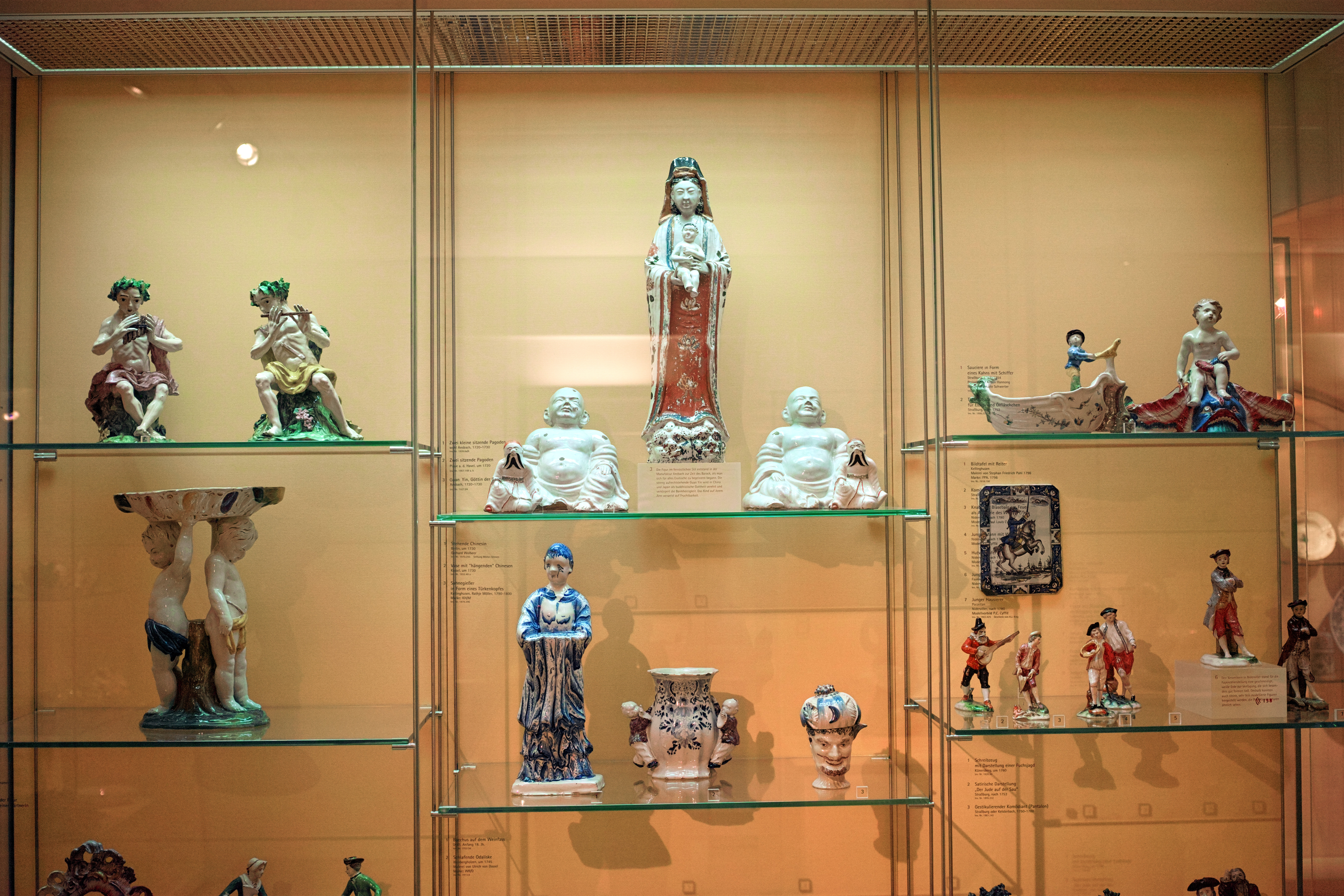
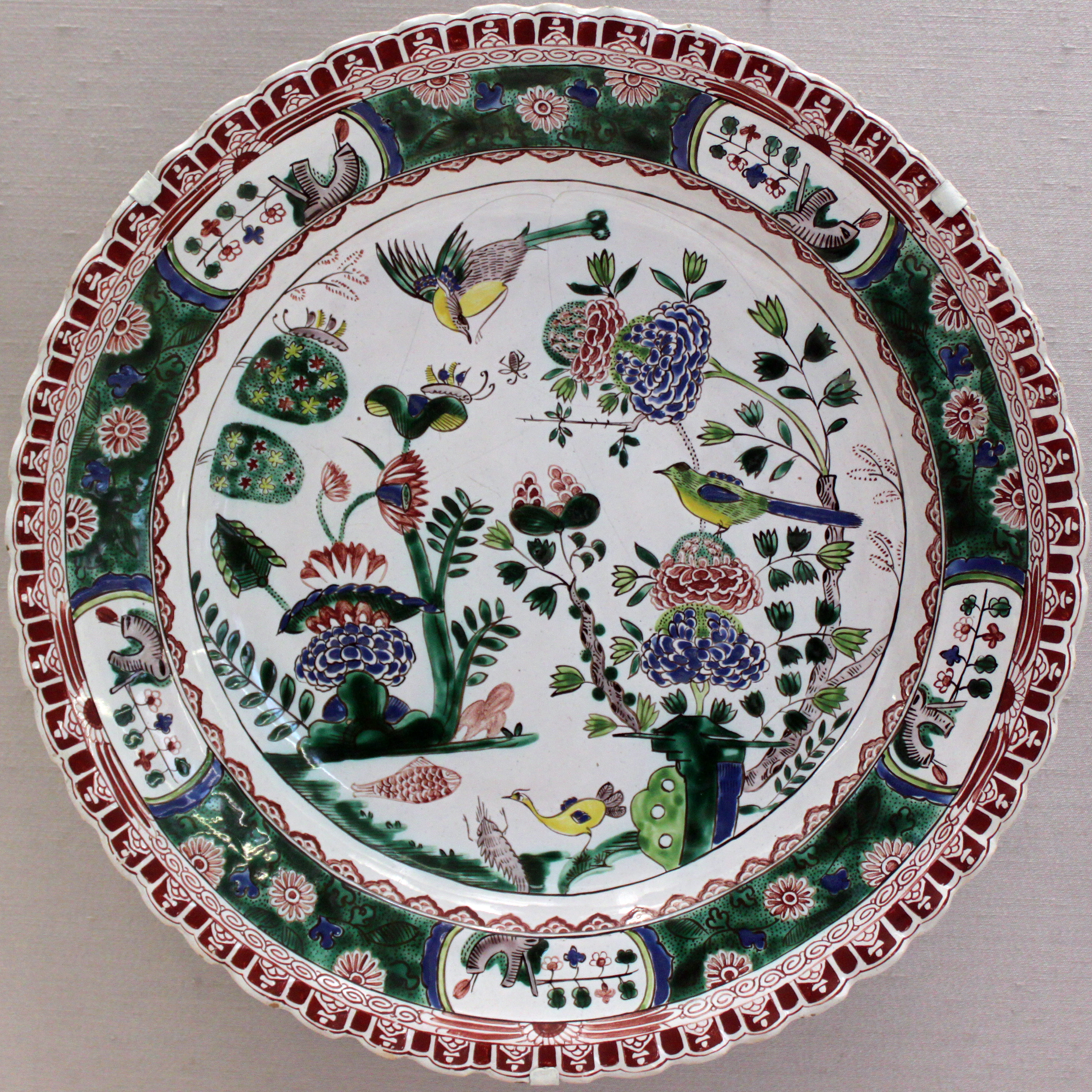
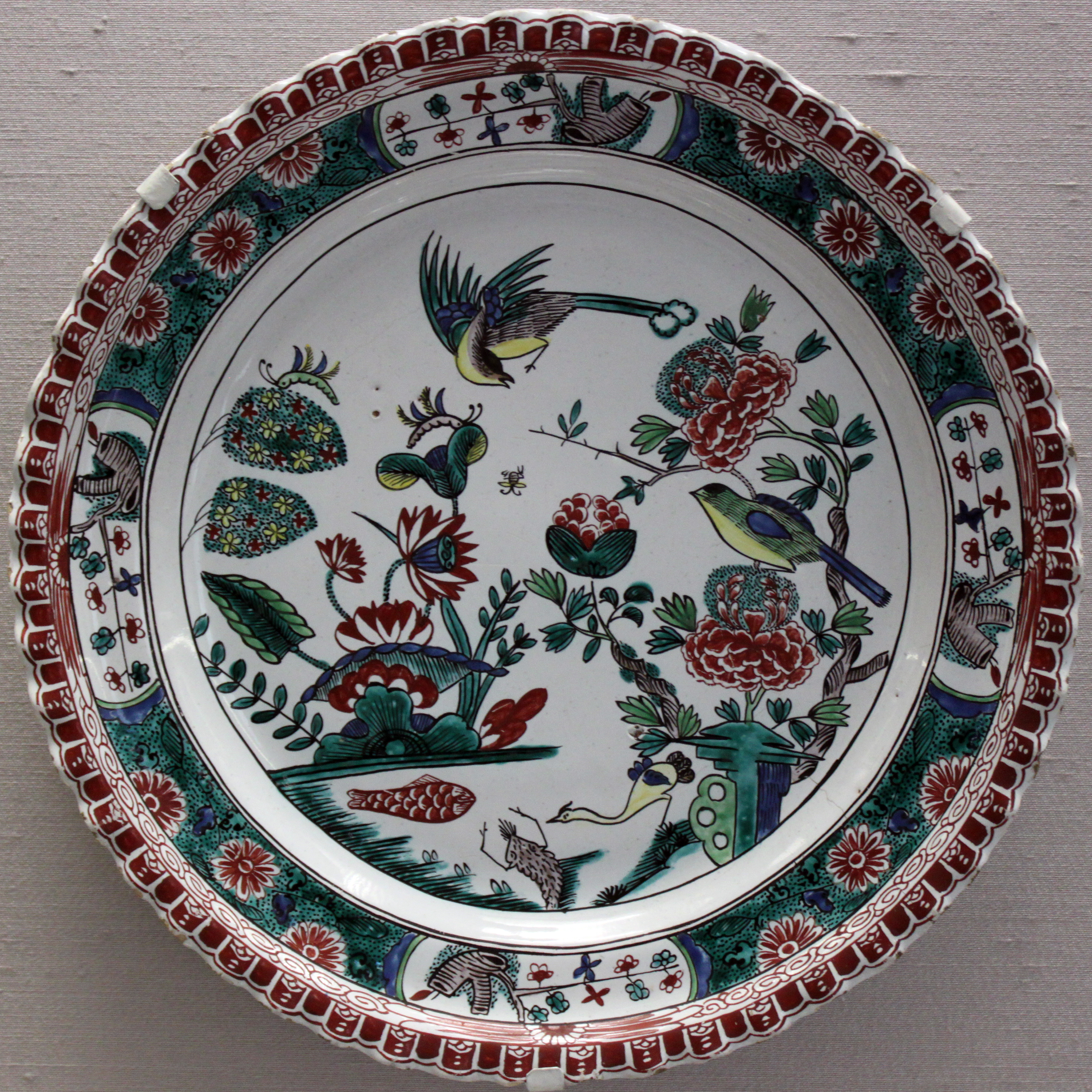
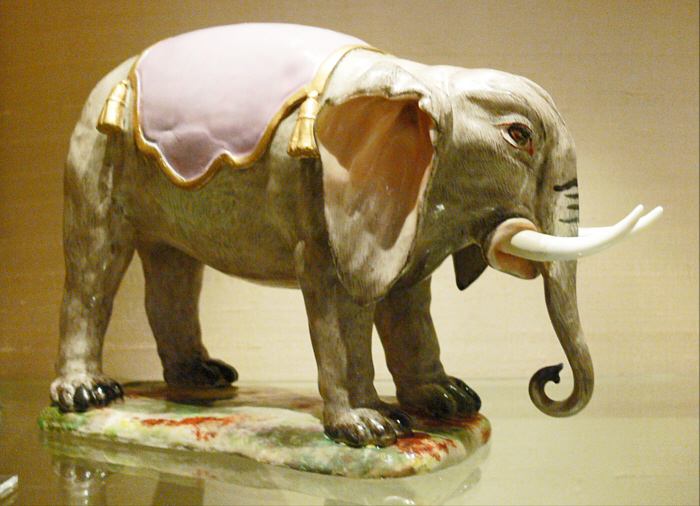

## Nevezetességek
- Szent János-templom (St.-Johannis-Kirche)
- Residenz-Museum – múzeum az egykori őrgrófi palotában
- Szent Gumpert-templom (St.-Gumbertus-Kirche)
- Udvari kancellária (Justizpalast)
- Markgraf-Georg-Brunnen – reneszánsz kút

## Galéria

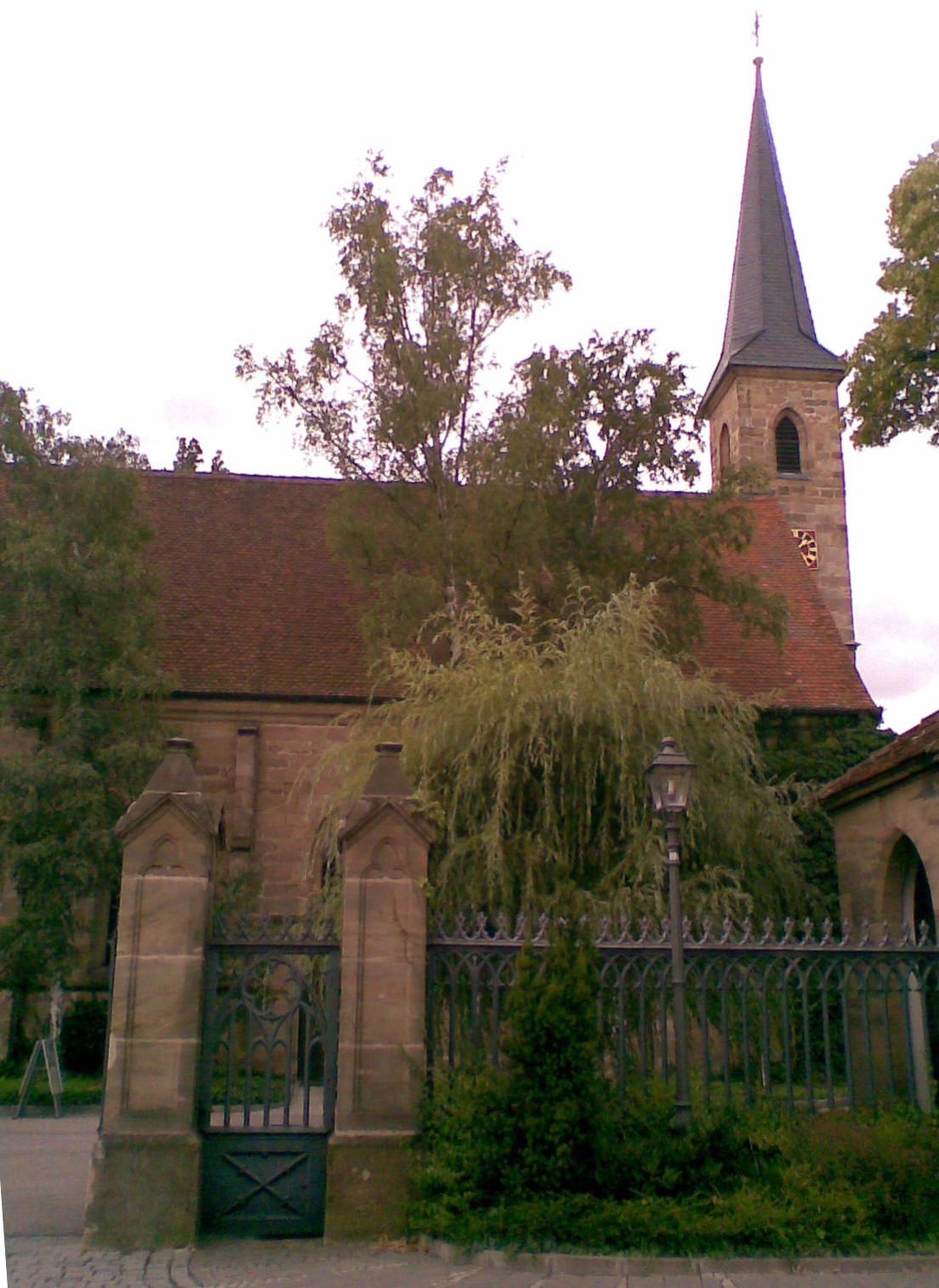
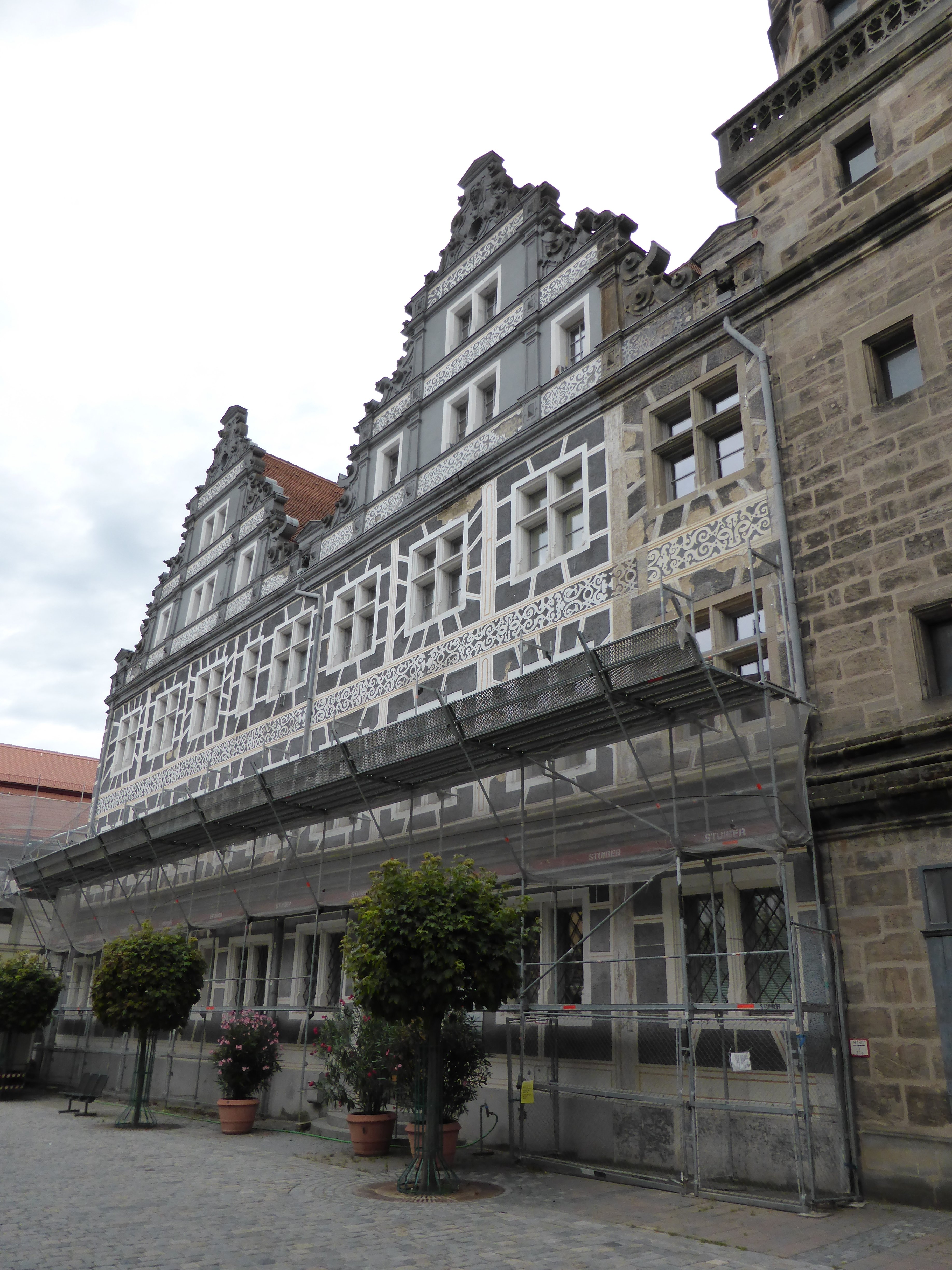
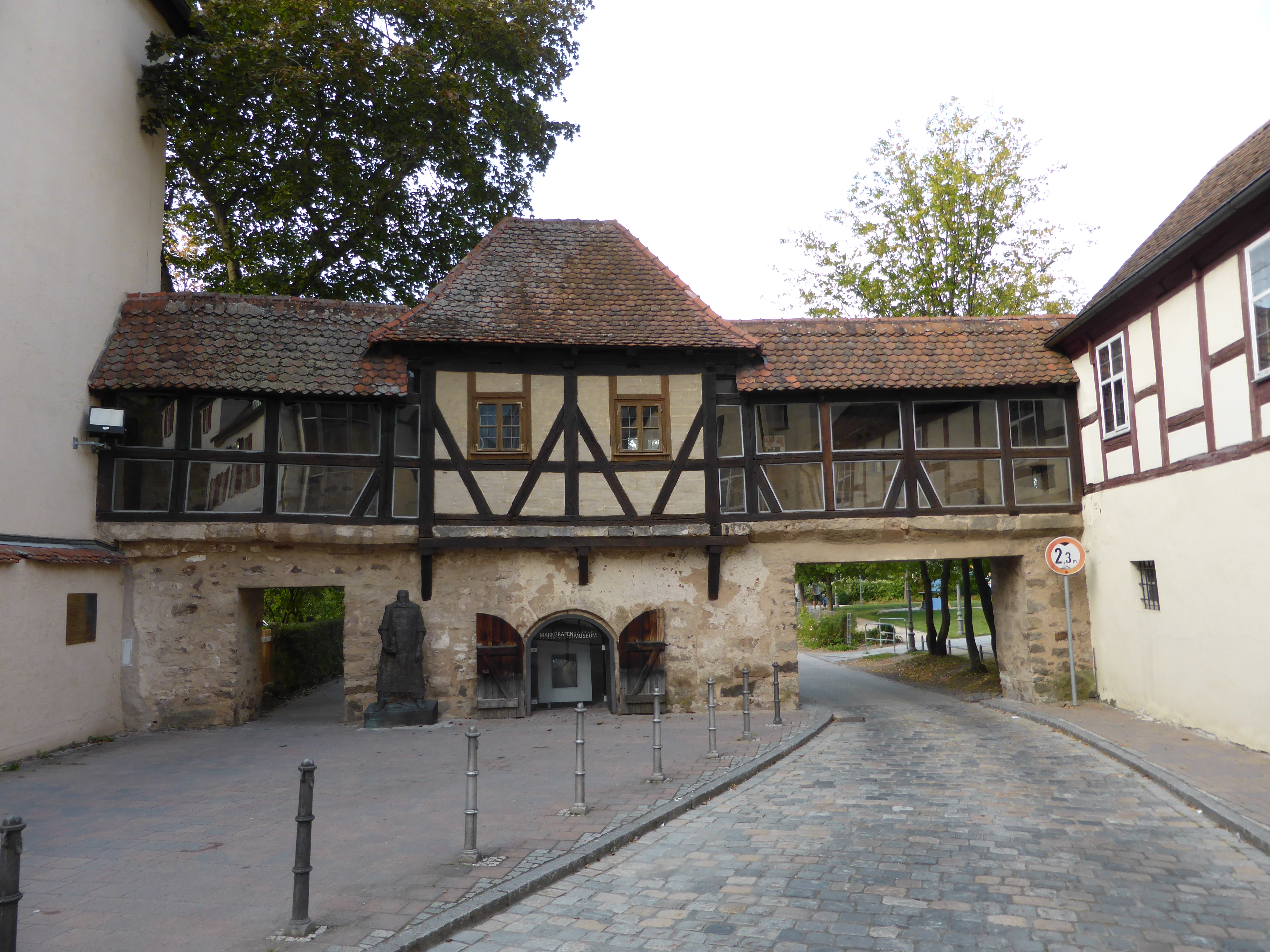
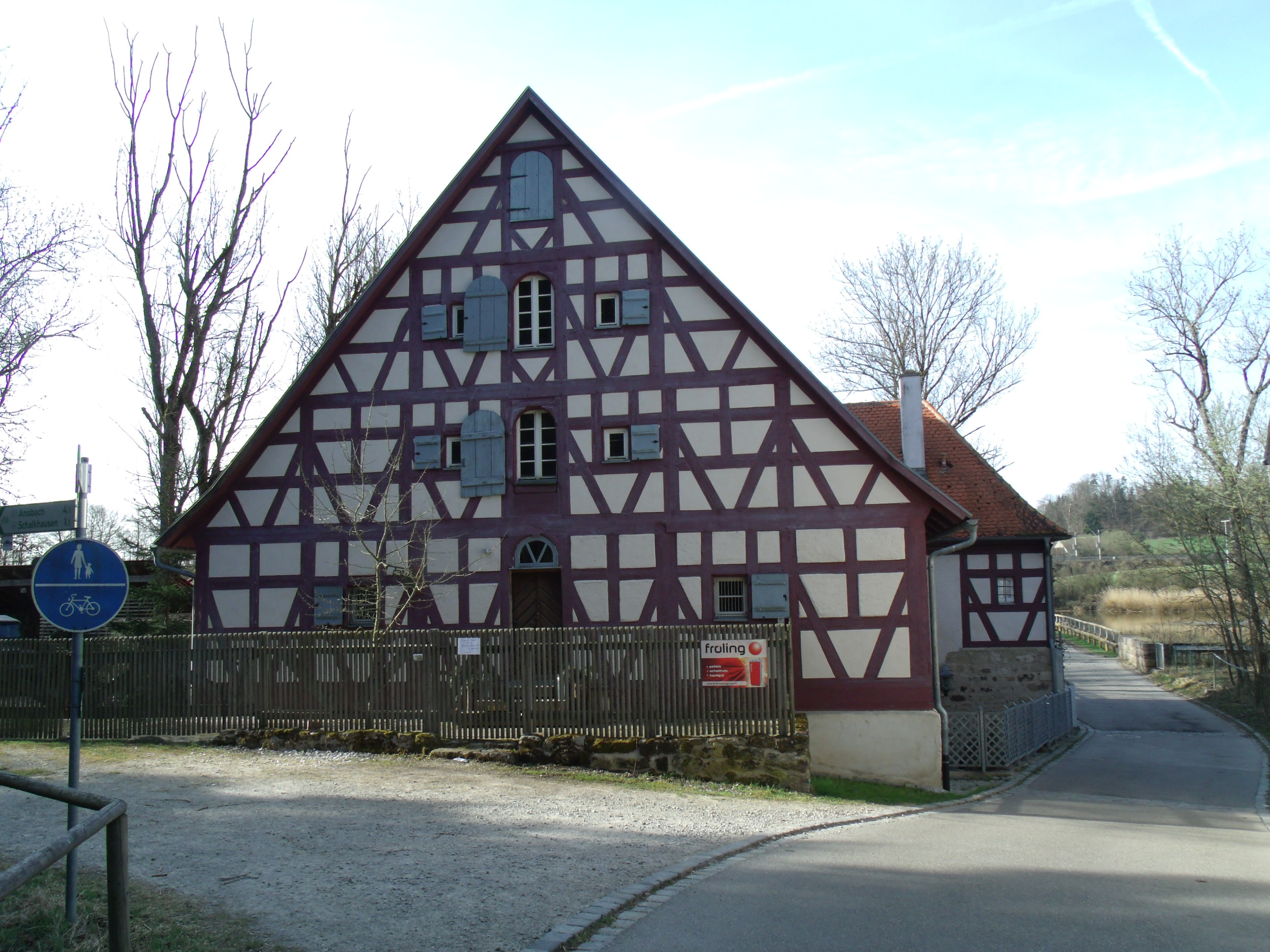
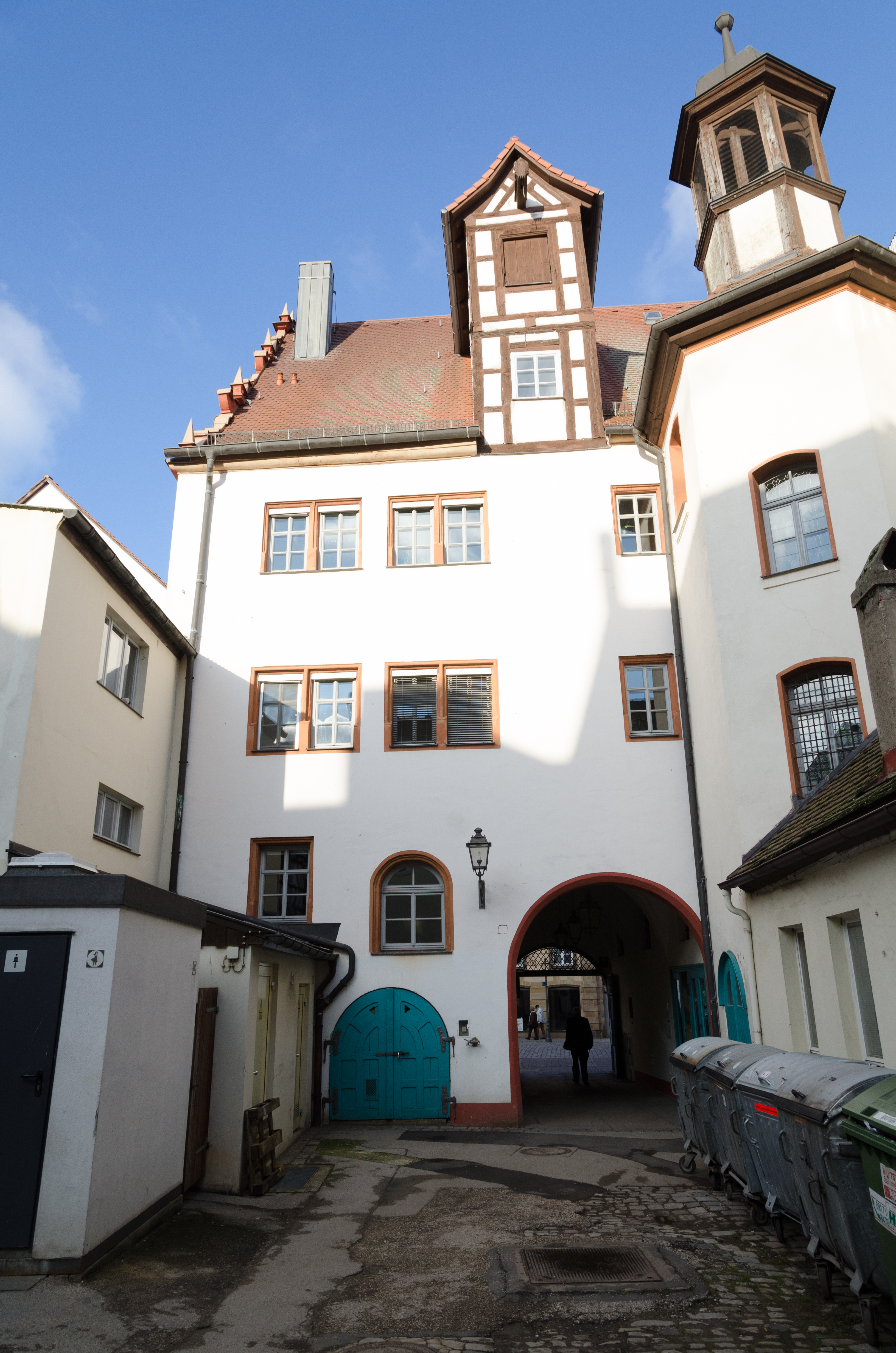
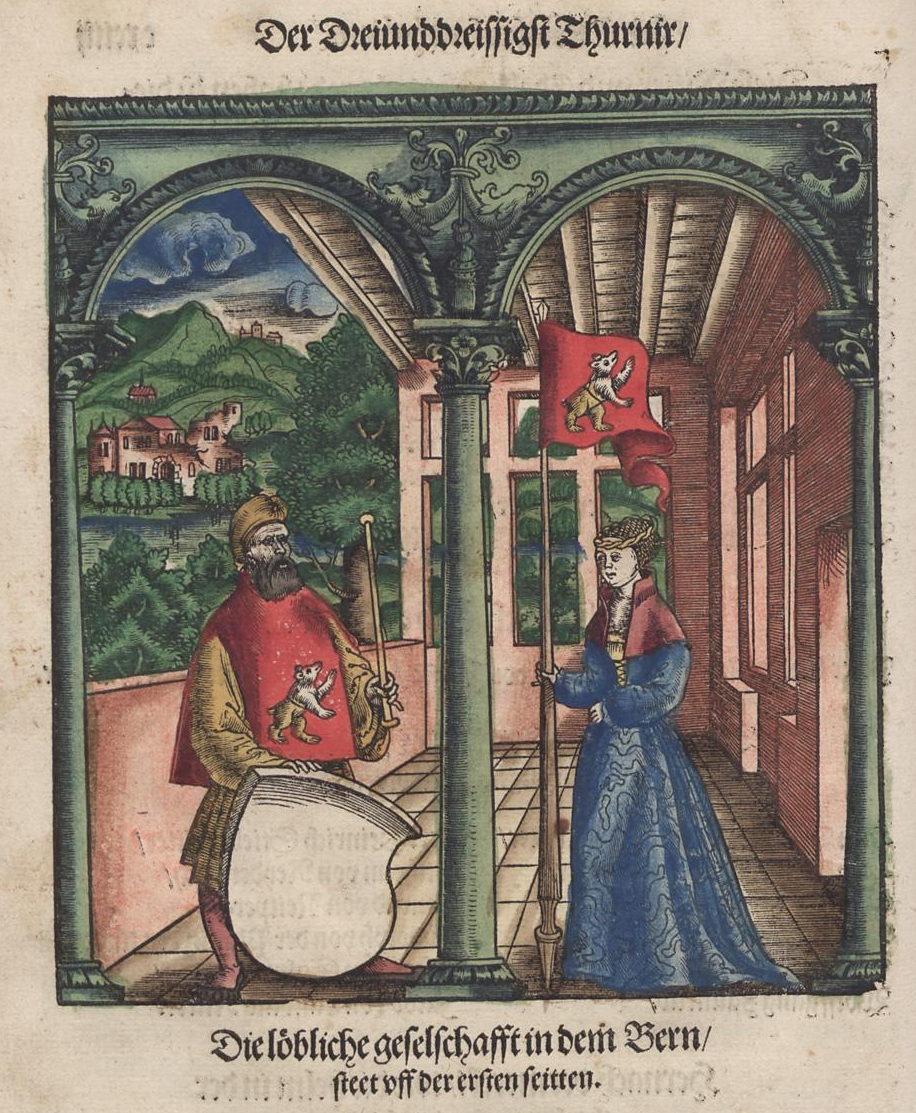
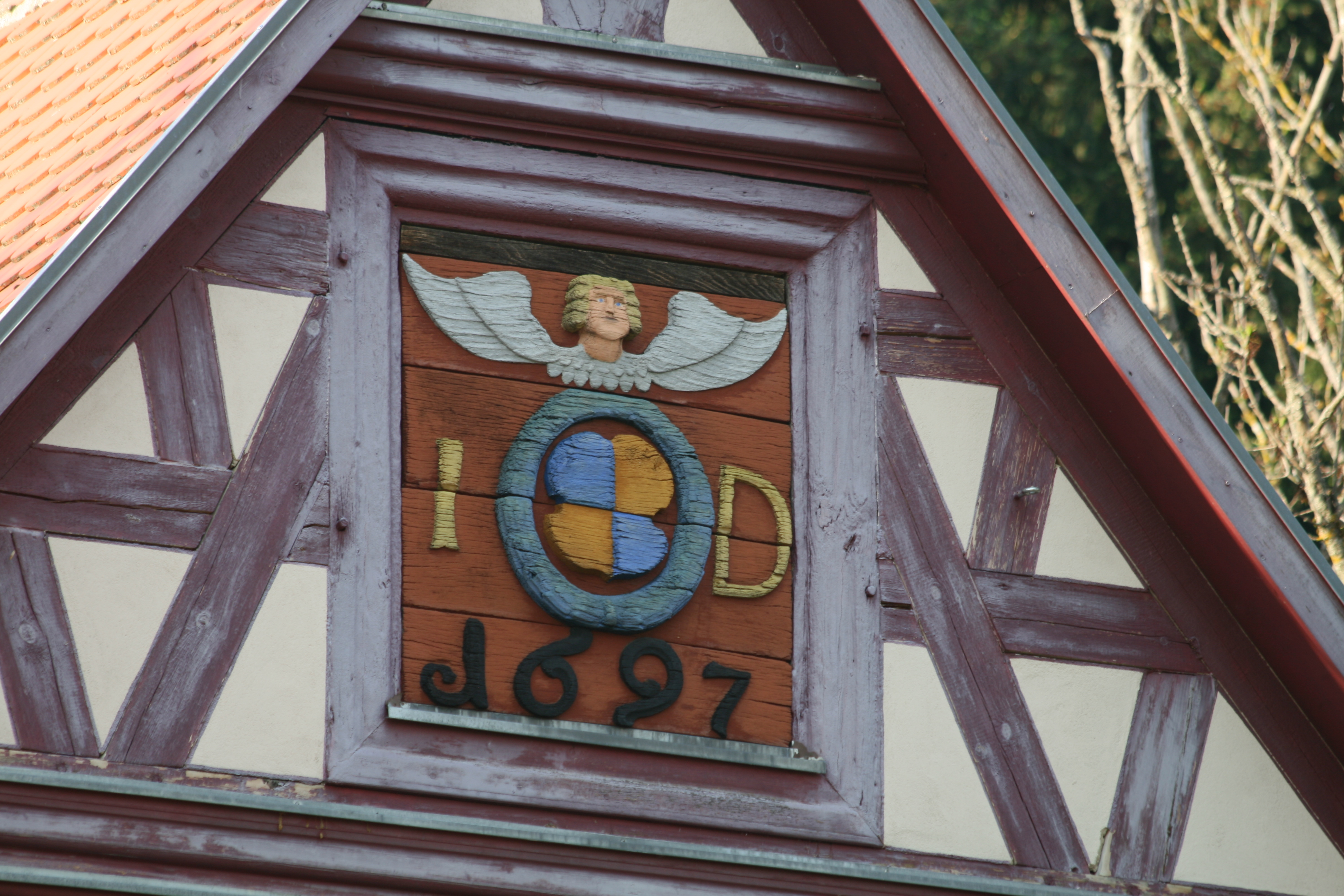
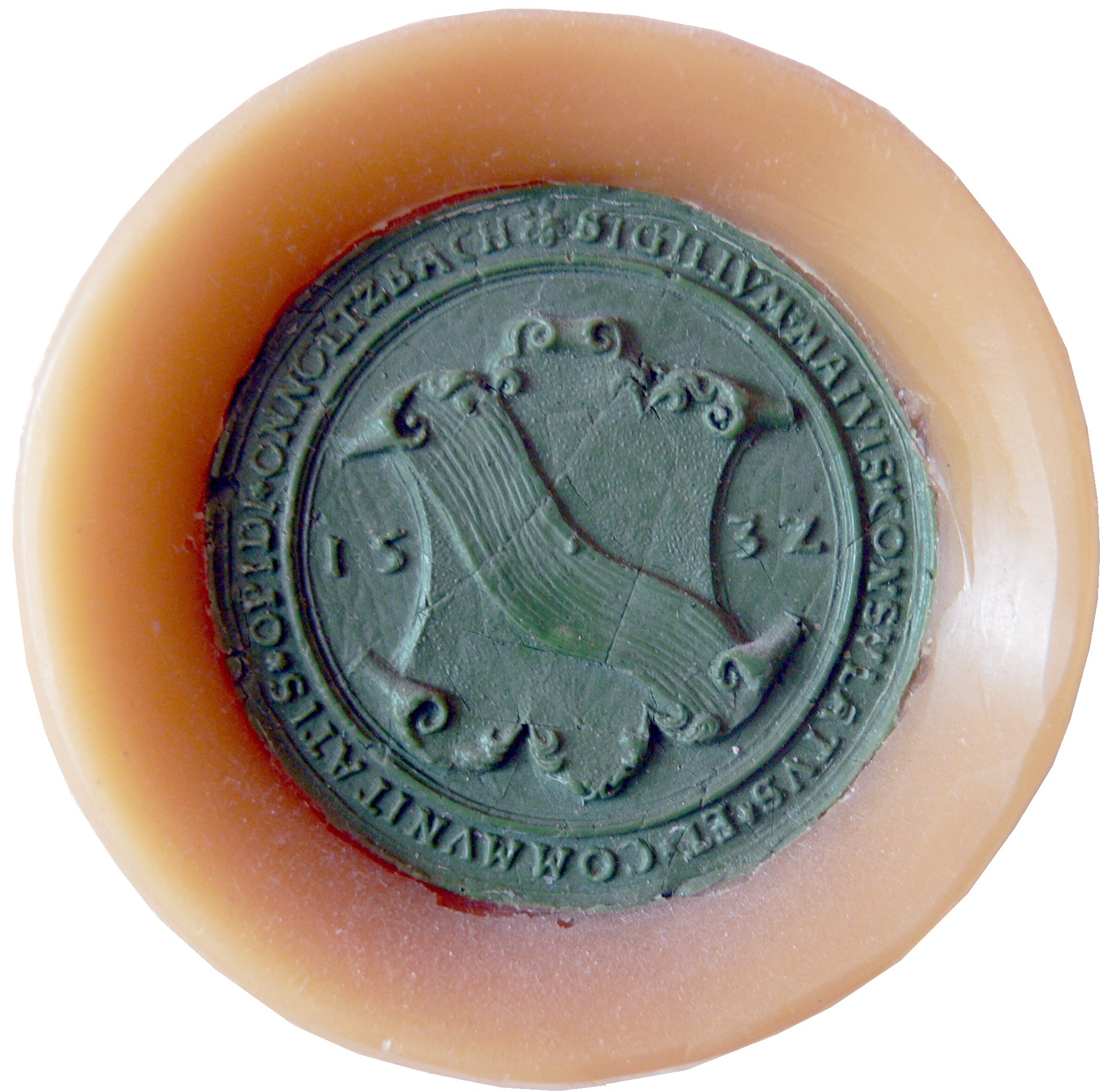